# Roberto Giovanni Roberti
Roberto Giovanni Roberti (ur. 23 grudnia 1788 w Monte San Giusto, zm. 7 listopada 1867 w Rzymie) – włoski kardynał.

## Życiorys
Urodził się 23 grudnia 1788 roku w Monte San Giusto, jako syn Giovanniego Robertiego. Nigdy nie przyjął święceń kapłańskich, lecz został audytorem Roty Rzymskiej i protonotariuszem apostolskim. 30 września 1850 roku został kreowany kardynałem diakonem i otrzymał diakonię Santa Maria in Domnica. W 1859 roku został sekretarzem ds. Memoriałów. Zmarł 7 listopada 1867 roku w Rzymie.